# Martellus Bennett
Martellus Demond Bennett (Houston, 10 marzo 1987) è un ex giocatore di football americano statunitense che ha militato nel ruolo di tight end per i New England Patriots della National Football League (NFL). Fu scelto nel corso del secondo giro (61º assoluto) del Draft NFL 2008 dai Dallas Cowboys. È il fratello minore del defensive end Michael Bennett e come lui al college ha giocato a football alla Texas A&M University.

## Carriera

### Dallas Cowboys
Bennett fu scelto nel corso del secondo giro del Draft 2008 dai Dallas Cowboys. Bennett firmò un contratto quadriennale con la squadra il 24 luglio. Bennett divenne il secondo tight end nelle gerarchie della squadra dietro Tony Curtis. Nella sua stagione da rookie Bennett ricevette 20 passaggi per 283 yard, segnando 4 touchdown.
Nella sua seconda stagione, Bennett ricevette solamente 15 passaggi per 159 yard senza touchdown. Nella stagione successiva ricevette 33 palloni per 260 yard nuovamente senza segnare alcun touchdown.

### New York Giants
Il 14 marzo 2012, Bennett firmò un contratto annuale del valore di 2,5 milioni di dollari con i New York Giants. Con la nuova maglia, Martellus debuttò proprio contro i Cowboys il 5 settembre 2012, segnando il primo touchdown dalla sua stagione da rookie su un passaggio di Eli Manning, non evitando però la sconfitta casalinga dei Giants per 24-17. Nel turno successivo, nel giorno in cui Manning stabilì il proprio primato in carriera con 510 yard passate, Bennett ricevette 72 yard e segnò il touchdown decisivo nel quarto periodo che contribuì alla vittoria in rimonta dei Giants sui Tampa Bay Buccaneers. Nel Thursday Night Football della settimana 3 vinto contro i Carolina Panthers, Martellus confermò il suo ottimo inizio di stagione segnando il terzo touchdown consecutivo e ricevendo 73 yard nella netta vittoria per 36-7.
Col quinto touchdown segnato nella settimana 14 contro i New Orleans Saints, Bennett stabilì il suo nuovo primato personale.

### Chicago Bears
Il 12 marzo 2013, Bennett annunciò il proprio passaggio ai Chicago Bears. Nella prima gara con la nuova maglia segnò un touchdown nella vittoria della settimana 1 sui Cincinnati Bengals. La settimana successiva Bennett fu decisivo nella vittoria sul filo di lana contro i Minnesota Vikings ricevendo il passaggio da touchdown del sorpasso da Jay Cutler a dieci secondi dal termine.
Nel 2014, Bennett andò ancora a segnò nella prima settimana, ma i Bears furono sconfitti a sorpresa ai supplementari in casa contro i Buffalo Bills. La domenica successiva segnò un altro touchdown nella vittoria in rimonta sui 49ers e per il terzo turno consecutivo ne mise a referto 2 nella vittoria del Monday Night Football della settimana 3 sui Jets. A fine anno fu convocato per il suo primo Pro Bowl al posto di Rob Gronkowski, impegnato coi Patriots nel Super Bowl XLIX, dopo essersi classificato al secondo posto dei Bears per yard ricevute (916) e touchdown (6).

### New England Patriots
Il 16 marzo 2016, Bennett fu scambiato coi New England Patriots per una scelta del quarto giro del Draft NFL 2016. Dopo l'infortunio del tight end All-Pro Rob Gronkowski, prese il suo posto di titolare nella seconda metà della stagione, guidando la squadra con 7 touchdown su ricezione e terminando con 55 ricezioni per 701 yard. Nel corso del Super Bowl LI vinto contro gli Atlanta Falcons ai tempi supplementari (prima volta nella storia del Super Bowl), con il punteggio di 34-28, Bennett fece registrare 5 ricezioni per un totale di 62 yard.

### Green Bay Packers
Il 10 marzo 2017 Bennett firmò con i Green Bay Packers un contratto triennale del valore di 21 milioni di dollari, prendendo nei fatti il posto di Jared Cook (che si era trasferito ai Raiders). Debuttò con la franchigia il 10 settembre, nella vittoria dei Packers sui Seahawks a Lambeau Field. L'8 novembre 2017 Bennett venne svincolato per non avere riportato allo staff un problema medico a cui era soggetto.

### Ritorno ai Patriots
Il 9 novembre 2017, un solo giorno dopo l'allontanamento dai Packers, Bennett firmò per fare ritorno ai Patriots. Dopo avere avuto l'esito positivo della visita medica obbligatoria, scese subito in campo nella vittoria in trasferta per 41-16 sul campo dei Denver Broncos in cui ricevette 3 passaggi per 38 yard.
Il 23 marzo 2018 Bennett annunciò il proprio ritiro dopo dieci stagioni.

## Palmarès

### Franchigia
- Super Bowl : 1

New England Patriots: LI
- American Football Conference Championship: 2

New England Patriots: 2016, 2017

### Individuale
- Convocazioni al Pro Bowl: 1

2014